# Manuel Antonio Noriega
Manuel Antonio Noriega Moreno (Ciudad de Panamá, 11 de febrero de 1934-Ciudad de Panamá, 29 de mayo de 2017) fue un militar, político y dictador panameño. Fue un líder de facto de la República entre 1983 y 1989, cuando fue apartado del poder por los Estados Unidos durante la invasión de Panamá.
Desde la década de 1950 hasta poco antes de la invasión estadounidense, Noriega colaboró cercanamente con la Agencia Central de Inteligencia. El general panameño fue una de las fuentes de inteligencia más valiosas para ese país, así como una de las vías principales de armas ilícitas, equipo militar y dinero destinado a fuerzas de contrainsurgencia respaldadas por Estados Unidos en América Central y del Sur. Noriega también fue un traficante principal de cocaína, algo que sus colegas de inteligencia estadounidense supieron por varios años, pero que no lo detuvieron debido a su capacidad de cubrir operaciones militares en América Latina.
En 1989 los Estados Unidos ejecutaron una invasión. Las fuerzas militares panameñas fueron desmanteladas y Noriega se rindió dos semanas después y fue arrestado. Cientos de soldados y civiles panameños murieron durante la guerra. En 1992 fue juzgado en los Estados Unidos y condenado a una pena de 40 años de reclusión, bajo la acusación de estar relacionado con el cartel de Medellín. La pena se rebajó posteriormente a 30 años y luego a 20 por «buena conducta». A principios de 2008 permanecía en una cárcel de Miami a la espera de que se definiera su situación. Francia solicitó su extradición, ratificada en enero de 2008 por un juez estadounidense. Noriega fue condenado en 2010 por la justicia francesa a siete años de cárcel por blanquear dinero del narcotráfico. Un juez francés le concedió la libertad condicional en septiembre de 2011, pedida por sus abogados, al considerar que Noriega había cumplido más de la mitad de su condena francesa: año y medio que llevaba detenido en Francia y los dos años y medio que permaneció detenido en Estados Unidos a la espera de la aprobación de su extradición a París. Noriega siguió en la cárcel parisina de La Santé hasta su extradición a Panamá el 11 de diciembre de 2011.
En 2017, fue operado para extirparle un tumor benigno localizado en el cerebro. Debido a su delicado estado de salud las autoridades panameñas le habían concedido el arresto domiciliario hospitalario.  Falleció a los 83 años.

## Biografía

### Primeros años

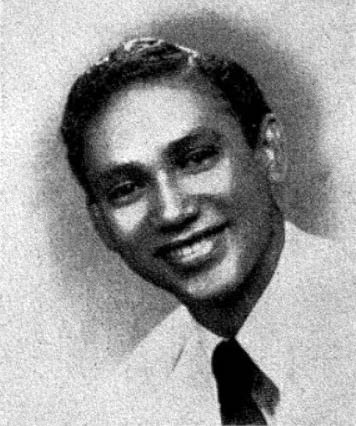
Noriega en un anuario del Instituto Nacional

Nació en Ciudad de Panamá (Panamá) en 1934. Recibe formación militar en la Escuela Militar de Chorrillos, Lima (Perú), graduándose como subteniente del arma de ingeniería, e ingresa a la Guardia Nacional (GN) al cumplir los 22 años (posteriormente transformada por él al alcanzar el generalato en las Fuerzas de Defensa de Panamá).
A los seis años de pertenecer a la GN, siendo jefe de la zona militar de Chiriquí, fronteriza con Costa Rica, con el rango de mayor, apoya la vuelta al poder del general Omar Torrijos Herrera tras un golpe encabezado por el coronel Ramiro Silvera Domínguez y el mayor Amado Sanjur Atencio cuando asistía a un evento hípico en la Ciudad de México, por lo que es ascendido a teniente coronel y nombrado Jefe del Servicio de Inteligencia o G-2 en reemplazo del teniente coronel Alejandro Araúz Valencia, el "Fulo". Se asegura que desde esta jefatura permitió el narcotráfico y se benefició del mismo. Según el autor Larry Collins,
A principios de la década de 1970, se regularizó la relación de Noriega con los servicios de inteligencia estadounidenses. La Agencia Central de Inteligencia lo colocó en su nómina en 1971, mientras ocupaba su cargo como jefe de la inteligencia panameña; anteriormente, los servicios de inteligencia estadounidenses le habían pagado caso por caso. Los pagos regulares a él fueron suspendidos bajo la administración Jimmy Carter, antes de ser reanudados y luego suspendidos nuevamente bajo la administración de Ronald Reagan.  La CIA lo valoró como un activo porque estaba dispuesto a proporcionar información sobre el gobierno de Fidel Castro y más tarde sobre el gobierno sandinista en Nicaragua. Noriega también sirvió como emisario de Estados Unidos en Cuba durante las negociaciones posteriores Incidentes de Leyla Express y Johnny Express en diciembre de 1971. Noriega tuvo acceso a fondos de contingencia de la CIA, que se suponía que debía utilizar para mejorar sus programas de inteligencia, pero que podría gastar con poca responsabilidad. Los fondos de contingencia llegaron a alcanzar los 100.000 dólares en algunos años. Recibia asesoría sobrenatural de la mentalista colombiana Regina 11.

### Vínculos con el narcotráfico
En septiembre de 1985, el médico opositor Hugo Spadafora fue asesinado por las Fuerzas de Defensa de Panamá, al mando del dictador Manuel Antonio Noriega, luego de que denunciara los vínculos del hombre fuerte con el narcotráfico, en especial por su "asociación" con el Cartel de Medellín. El cuerpo decapitado de Hugo Spadafora fue encontrado en la frontera costarricense-panameña. Al entonces presidente, Nicolás Ardito Barletta, después de comunicar al país que designaría una comisión investigadora, le obligaron a renunciar. El segundo al mando de las Fuerzas de Defensa, coronel Roberto Díaz Herrera, fue pasado a retiro en 1986 por órdenes directas de Noriega. Díaz Herrera hizo declaraciones públicas en junio de 1987, acusando al general Noriega de fraude electoral en 1984, asesinato político y de complicidad en la muerte del general Omar Torrijos Herrera, fallecido en 1981, lo que generó fuertes protestas entre la población y la creación de un movimiento denominado Cruzada Civilista Nacional.
En febrero de 1988, en las ciudades de Tampa y Miami en Florida, EE. UU., fueron presentados cargos por narcotráfico contra Noriega; para entonces el presidente Del Valle intentó destituirle, pero la Asamblea de Representantes no estuvo de acuerdo, por lo que derrocaron a Del Valle, quien tuvo que huir a los Estados Unidos. Manuel Solís Palma, aliado del general Noriega y ministro de educación, fue entonces nombrado “ministro encargado” de la Presidencia.
Los EE. UU. comenzaron un bloqueo abierto contra Panamá, lo que ocasionó que la crisis económica, que se había estado viviendo desde hacía unos años atrás, empeorara aún más, llegando incluso al congelamiento de los bancos para evitar la fuga de capitales. Durante este tiempo los EE. UU. negociaron condiciones para el retiro del poder de Noriega, que no dieron frutos. A finales de septiembre del mismo año, Solís Palma se presentó ante la ONU acusando a los EE. UU. de agresión contra Panamá.
El 7 de mayo de 1989, tuvieron lugar las elecciones, en las cuales el principal candidato de la oposición fue Guillermo Endara Galimany y el candidato del Gobierno fue Carlos Duque Jaén. El pueblo fue en masa a las urnas, dando un triunfo arrasador a Endara. Al presentarse los resultados preliminares de la votación, la oposición hizo fuertes acusaciones de fraude y el pueblo se lanzó a la calle, ocasionando que el gobierno anulara los comicios por una "interferencia extranjera"; como respuesta la oposición inició protestas que fueron atacadas por la milicia partidaria de Noriega.
En septiembre de 1989, fue declarado nuevo presidente el ingeniero Francisco Rodríguez, allegado a Noriega. El 3 de octubre, fuerzas rebeldes dieron un golpe a la cúpula militar, dirigidos por el mayor Moisés Giroldi Vera, de quien Noriega había sido padrino de matrimonio. Giroldi, jefe de la compañía de fusileros responsable de la seguridad de la Comandancia, había abortado ya un intento golpista contra Noriega y ello le valió ser ascendido a mayor, pero su intento por deponer al general fracasó ante su indecisión final cuando sus compañeros pedían su anuencia para dar muerte a Noriega y por falta del apoyo prometido por los EE. UU. La rebelión fue sofocada por las Fuerzas de Defensa y Giroldi fue asesinado, al igual que otros oficiales que le secundaron, en la llamada Masacre de Albrook.

### Operación Causa Justa

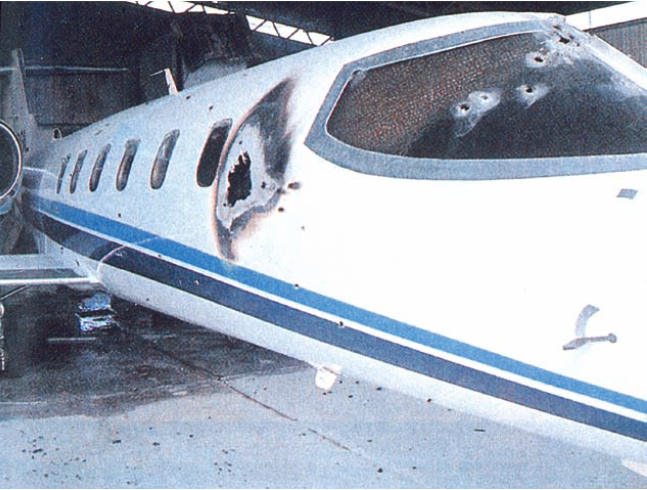
Avión privado Learjet 35A de Manuel Noriega dañado por los SEALs durante la invasión estadounidense de Panamá de 1989

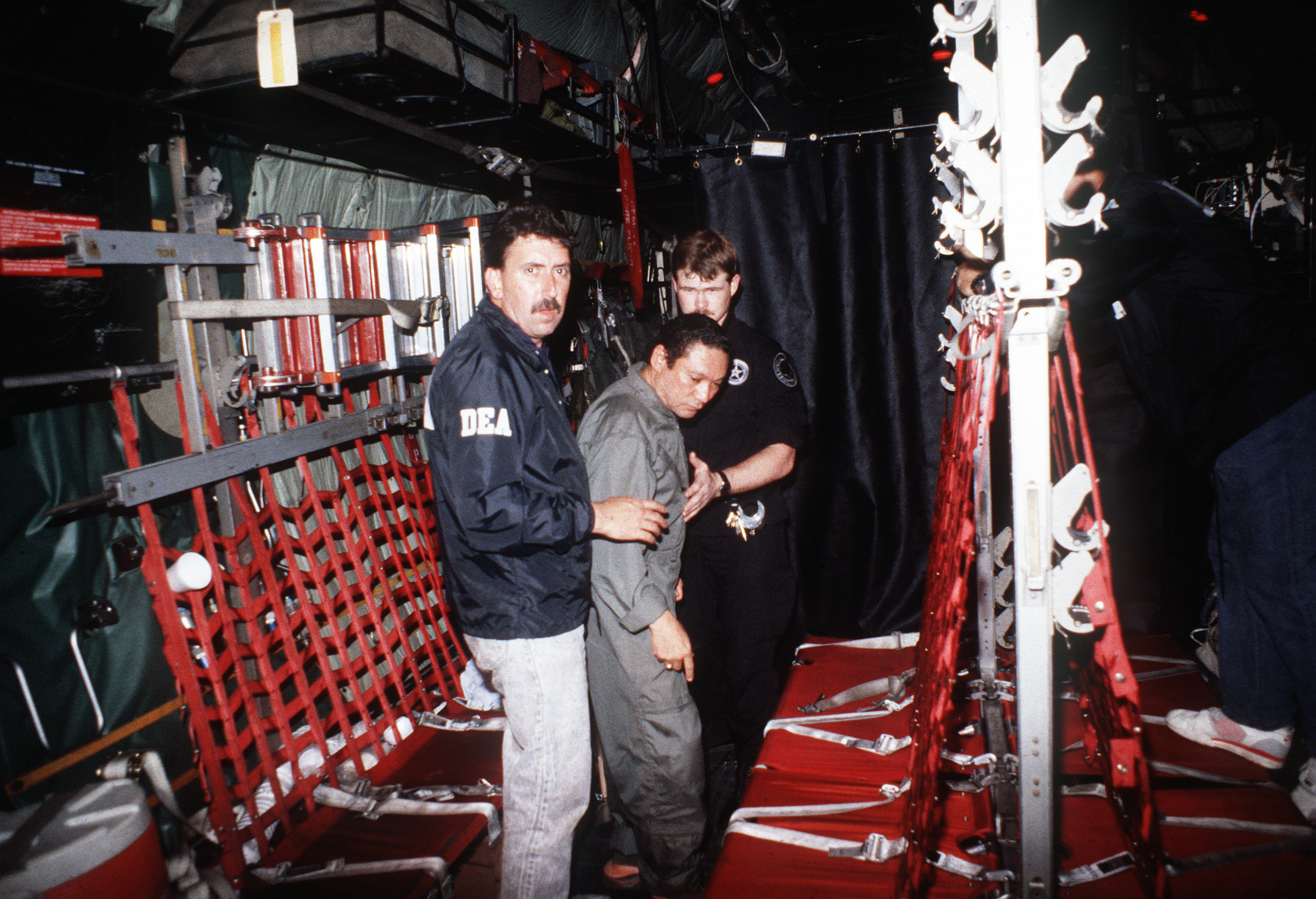
Manuel Noriega con dos agentes de la Administración de Control de Drogas (DEA) a bordo de un avión de la Fuerza Aérea de los EE. UU.

La Asamblea Nacional otorgó poderes a Noriega designándole de manera formal como Jefe de Gobierno, mientras que declaraba a Panamá en estado de guerra contra los EE. UU., en aquel entonces bajo la presidencia de George H. W. Bush. El 19 de diciembre, alrededor de las 11:30 de la noche, comenzó simultáneamente el bombardeo a todos los objetivos militares en el país, dando inicio a la invasión militar estadounidense en territorio panameño. Bush anunció que sus fuerzas en Panamá tenían como objetivo capturar a Noriega y proteger «los intereses norteamericanos» en aquel país. La movilización militar tomó aproximadamente dos semanas y las bajas provocadas por la guerra se estiman entre 200 y 500 civiles y unos 300 soldados. El nombre de la operación fue «Causa justa» [«Just Cause»]. La expresión del inglés Just Cause es ambigua y puede ser traducida al español como «Causa Justa» o como una expresión coloquial que hace uso de una abreviación popular al transformar «just because» en «just cause» y traduciéndose como «Sólo porque sí».
En la casa de Noriega había 8.2 millones de dólares en bolsas del Banco Nacional de Panamá junto a su cartera, pasaporte y tarjetas de crédito, según Rene de la Cova (agente de la DEA).
Noriega estuvo escondido durante unos días en la casa de su amante Vicky Amado, hasta que se trasladó a la Nunciatura Apostólica de Panamá el 24 de diciembre, amparado por el Nuncio José Sebastián Laboa, quien aparentemente consiguió convencer al general de que se entregara junto con el jefe de su escolta o guardaespaldas. 
Es de notar, sin embargo, un evento interesante que rodea a la captura de Noriega. Al enterarse de que Noriega estaba amparado en la Nunciatura de Panamá, los militares estadounidenses rodearon el edificio e impidieron la salida o entrada de cualquier persona. Al percatarse de que Noriega no iba a salir voluntariamente, los militares estadounidenses aplicaron una táctica de guerra psicológica según un esquema de implementación de música en operaciones psicológicas. Acepta rendirse gracias en particular a las acciones de una agente de la DIA, Martha Duncan: tocaron Heavy metal a través de unos altavoces inmensos que rodeaban a la nunciatura sin interrupciones por tres días, hasta que el Nuncio logró convencer a Noriega para que se entregara a las fuerzas estadounidenses que rodeaban el edificio.
El 3 de enero de 1990, Noriega se entregó al ejército estadounidense; al día siguiente subió a un avión procedente de Miami, donde al llegar fue recluido en el condado de Miami-Dade en espera de juicio. Fue condenado a 40 años de prisión como prisionero de guerra, después de haber salido absuelto en sendos juicios por presunta participación en el ingreso a EE. UU. de cocaína y marihuana. Luego se le redujo la condena a 30 años.
Llama la atención que el sistema judicial estadounidense autorizó que se descongelaran 6 millones de dólares de la fortuna atribuida a Noriega, a fin de que pudiese sufragar los gastos de la defensa encabezada por el abogado Frank Rubino, cuando es inexplicable que pudiera poseer lícitamente esa cantidad.
Con la intervención militar estadounidense y el derrocamiento del régimen militar de Noriega, se ordenó la nulidad de lo actuado y la reapertura de la investigación del asesinato del médico opositor Hugo Spadafora. En octubre de 1991, se solicitó llamamiento a juicio contra 10 personas. Tres de los encausados, Francisco Eliécer González Bonilla, apodado Bruce Lee; Julio César Miranda Caballero, apodado Muñecón, y Noriega renunciaron al derecho de ser juzgados por jurado de conciencia y optaron por un juicio en derecho. El 20 de octubre de 1993, el Tribunal Superior del Tercer Distrito Judicial sentenció a 20 años de prisión a los dos primeros como autores materiales y a Noriega como instigador. El fallo fue ratificado por los magistrados de la Sala Penal el 20 de diciembre de 1995. Es por esta condena que Noriega, quien estuvo preso en Francia por lavado de dinero, fue llevado nuevamente a su país natal y estuvo privado de libertad en una cárcel panameña antes de morir.

### La persecución penal en los Estados Unidos

#### Juicio
En abril de 1992 se celebró un juicio en Miami, Florida, en el Tribunal Federal de Distrito para el Distrito Sur de Florida en el que Noriega fue juzgado y declarado culpable de 8 cargos por narcotráfico, crimen organizado y lavado de dinero, esto en parte gracias al testimonio rendido por Carlos Lehder, quien negoció su rebaja de pena.
A su juicio, Noriega con intención de defenderse mediante la presentación de sus presuntos delitos en el marco de su trabajo por los EE. UU. El gobierno se opuso a la divulgación de los fines para los cuales los Estados Unidos habían pagado a Noriega, ya que esta información fue clasificada y su divulgación va en contra de los intereses de Estados Unidos. En la fase previa al juicio oral, el gobierno ofreció estipular que Noriega había recibido aproximadamente 320 000 dólares de la Armada de los Estados Unidos y la Agencia Central de Inteligencia. Noriega insistió en que «la cifra real se acercaba a los 10 000 000 de dólares, y que se debe permitir divulgar las tareas que había realizado para Estados Unidos». El tribunal de distrito sostuvo que «la información sobre el contenido de las operaciones discretas, en las que Noriega había contratado a cambio de los supuestos pagos, no era pertinente para su defensa». Además, establece que la presentación de pruebas sobre el papel de Noriega en la CIA podría «confundir al jurado».
El 16 de septiembre de 1992, Noriega fue condenado a 40 años de prisión, luego reducida a 30 años.

### Extradición a Francia

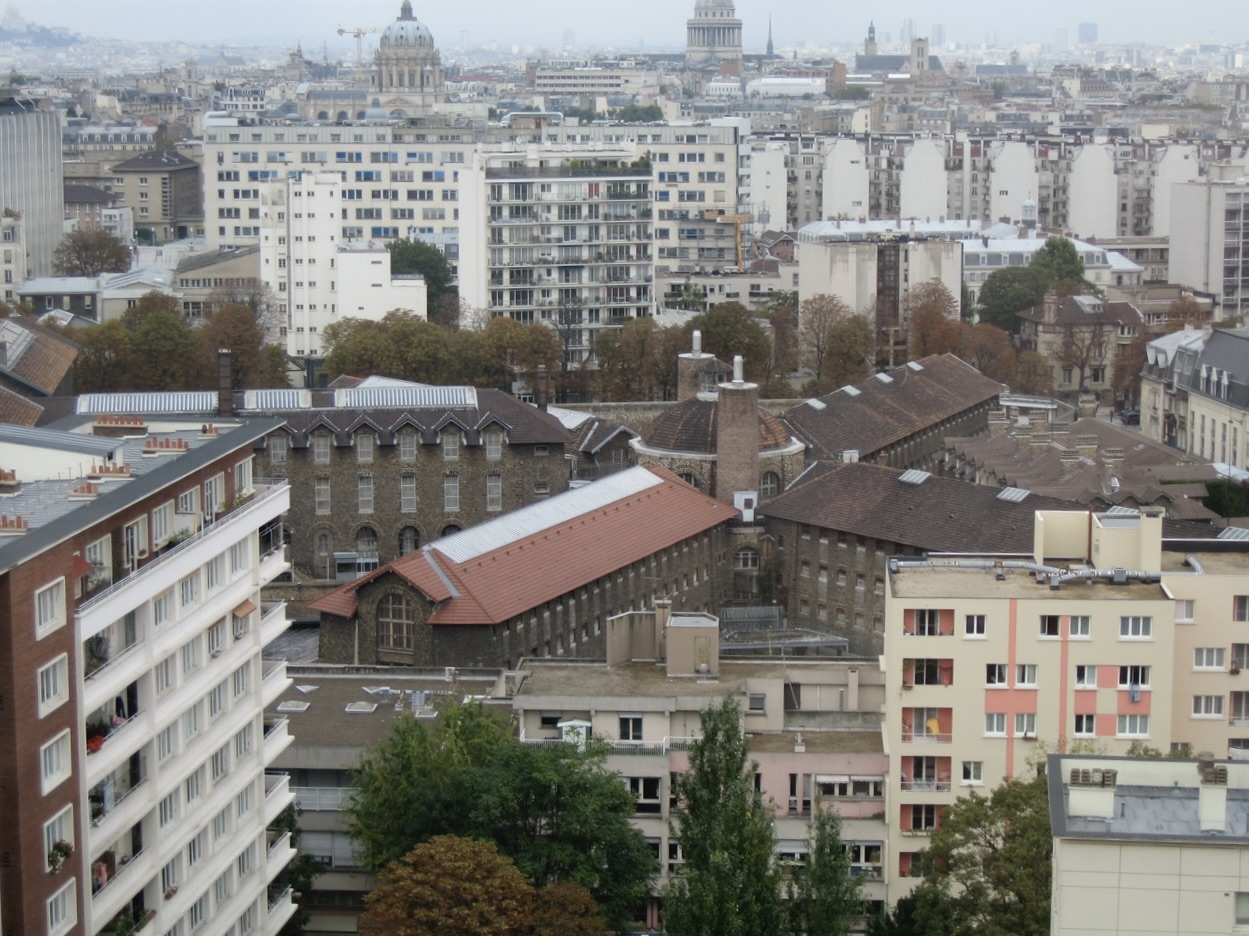
Noriega es encarcelado en la Prisión de La Santé, París

Se esperaba que su salida de la cárcel fuera en los primeros días de septiembre de 2009. Estados Unidos decidió enviarlo a Francia a cumplir la condena pendiente de 10 años por delitos relacionados con el lavado de dinero. En Panamá, fue condenado en ausencia a 20 años de prisión por delitos de homicidios en contra de Hugo Spadafora y otros panameños, donde se consideraba que debía ser repatriado, porque en Estados Unidos, Noriega había mantenido durante sus 17 años de prisión el estatus de prisionero de guerra, y según la Convención de Ginebra, un militar prisionero debe ser forzosamente repatriado a su país al cumplir la condena. Asimismo se discute que las condenas relacionadas con homicidios en Panamá tienen más peso legal que aquellas que tiene pendiente por lavado de dinero en Francia.[cita requerida]
Noriega, en la Institución Correccional Federal en Miami, Florida, tuvo el número de la Agencia Federal de Prisiones 38699-079.
El 26 de abril de 2010, la Secretaria de Estado de los Estados Unidos Hillary Clinton aprobó la extradición de Noriega a Francia. Poco después la orden fue ejecutada y Noriega fue embarcado por alguaciles federales en un avión que debía partir con rumbo a Francia.
A las 12 del mediodía (hora de Miami) del martes 27 de abril. el vuelo AF695 de Air France aterrizó en el aeropuerto Charles de Gaulle, de París, transportando al exdictador panameño. Noriega es encarcelado en la Prisión de la Santé, París.
Manuel Noriega fue condenado el 7 de julio de 2010 por la justicia francesa a siete años de cárcel por blanquear dinero del narcotráfico.

### Extradición a Panamá
En junio de 2011 el gobierno estadounidense dio su consentimiento a las autoridades francesas para su extradición a Panamá. El decreto de extradición le fue notificado al exdictador panameño por la fiscalía de París el 29 de julio. El 23 de septiembre, un juez francés le concedió a Noriega libertad condicional para ser extraditado, pedida por sus abogados, al considerar que Noriega había cumplido más de la mitad de su condena francesa, pero permaneció en la cárcel parisina de La Santé hasta que se definió su extradición.
El exgeneral Manuel Antonio Noriega llegó a Panamá después de conocerse el 16 de noviembre la aprobación de EE. UU. para que fuese extraditado a este país. Una segunda audiencia, realizada el 23 de noviembre en el mismo tribunal, constató oficialmente que se cierra el procedimiento judicial y que la entrega a Panamá pasa a depender de la tramitación administrativa entre los gobiernos de Francia y Panamá. Existía otra petición de extradición por la justicia italiana, una solicitud para que fuera procesado el exgeneral Noriega por la muerte de Hugo Spadafora, al tratarse este de un ítalopanameño, solicitud interpuesta antes que Francia decidiese extraditarle hacia Panamá.
Una delegación de cinco personas, dos guardianes, dos representantes del Ministerio de Relaciones Exteriores y un médico viajaron a París para la repatriación de Manuel Antonio Noriega. La comisión oficial se reunió con las autoridades de la cárcel La Santé para realizar la revisión médica a Noriega de 77 años entonces, conjuntamente con los galenos del sistema penitenciario francés, con el fin de establecer su condición física previa al viaje de traslado a Panamá, a donde arribó el domingo 11 de diciembre de 2011, en un vuelo comercial de la aerolínea Iberia desde Madrid hasta el Aeropuerto Internacional de Tocumen. El traslado de Noriega desde la terminal aérea hasta el centro penal en el que fue recluido, se realizó vía aérea y luego fue examinado por un médico que certificó que requiere una evaluación posterior. Se le trasladó al Centro Penitenciario El Renacer para detenidos de escasa peligrosidad, por tratarse de un reo que tiene condiciones especiales.
El octogenario exmilitar debe afrontar condenas por los homicidios del médico opositor Hugo Spadafora y del mayor Moisés Giroldi, así como por la desaparición de otras dos personas, una de estas Heliodoro Portugal —padre de la actual Defensora del Pueblo—, y acusaciones de violación a los derechos humanos, que suman 60 años de prisión; sin embargo, de acuerdo a la legislación penal panameña las penas no son acumulativas y en virtud de las leyes vigentes para cuando Noriega presuntamente cometió los crímenes, lo máximo que podría cumplir es 20 años de prisión. Además Noriega aspira a recibir el beneficio de "casa por cárcel", según sus abogados. Las leyes panameñas otorgan a los jueces la capacidad de conceder ese beneficio a los reos de más de 71 años, previamente aprobados por una junta multidisciplinaria. Su hija mayor, la abogada Lorena Noriega, junto con un equipo de abogados, han asumido la defensa del ex-hombre fuerte de Panamá.

### Extradición provisional
La jueza Katerin Pitti otorgó la prisión domiciliaria provisional durante tres meses a Manuel Noriega debido a que padeció un tumor cerebral. La operación se llevó a cabo el 15 de febrero de 2017. También padeció de hipertensión arterial, secuelas de un accidente cerebrovascular, úlcera péptica y rinitis alérgica.[cita requerida] Habitó esos tres meses en la capital de Panamá, en casa de su hija Sandra, hasta que se revisó la decisión de devolverlo a prisión, que se tenía pensado que se realizase el 28 de abril de 2017.

### Muerte
Manuel Noriega falleció en la noche del lunes 29 de mayo de 2017 a los 83 años de edad en el Hospital Santo Tomás de Ciudad de Panamá, tras haber estado en coma inducido desde marzo debido a una operación por un tumor cerebral. El abogado de Noriega, Ezra Ángel, informó de que el funeral sería privado, y no especificó el día ni tampoco a dónde sería trasladado el cuerpo. Posteriormente se pudo conocer que el cuerpo de Manuel Antonio Noriega fue cremado en una ceremonia privada y las cenizas le fueron entregadas a su esposa, Felicidad Sieiro de Noriega, dentro de una urna.

## En la cultura popular
El dictador fue base para crear al General Ramón Esperanza, uno de los personajes y antagonistas principales de la película Die Hard 2 estrenada tan solo 6 meses después de ser extraditado a Estados Unidos por cargos de Narcotráfico.
En el año 2000 se estrenó para la televisión la película biográfica Noriega: God´s favorite donde fue interpretado por el actor Bob Hoskins. La película recibió comentarios positivos y Hoskins obtuvo una nominación a los Satellite Awards por su actuación.
Manuel Noriega aparece en el juego Call of Duty: Black Ops 2 como objetivo de secuestro del capitán Alex Mason y el sargento Frank Woods en la misión Tiempo y destino y Sufrirá conmigo. En la misión Tiempo y destino, según la línea argumental del juego, en 1986, la CIA le pagó un millón de dólares a Noriega para obtener el paradero de Raúl Menéndez, el segundo terrorista más buscado, secuestrando a él y a su hermana, Josefina Menéndez. Luego, Noriega traiciona a los Estados Unidos, dándole la facultad de unirse a él. En la misión Sufrirá conmigo, este al final los traiciona engañando al sargento Woods para que ejecute a Alex Mason creyendo que era Menéndez, para ganarse la confianza de este. En el juego es permitido decidir si matar a Mason o no, Noriega le replicará varias veces a Woods que le proporcione un tiro en la cabeza a Mason, y en el juego decides si hacerlo o de lo contrario dispararle dos veces en otra parte del cuerpo. El nombre clave de Manuel Noriega en esta misión es Falso beneficio.
Debido a esto, en 2014, Noriega realizó una denuncia contra Activision, por utilización indebida de su imagen y de su nombre, sin su consentimiento, en el juzgado de California, que fue posteriormente denegada por el Tribunal Supremo del condado de Los Ángeles por no incumplir ninguna ley, siendo encajable en la libertad de expresión bajo la orden del juez William H. Fahey.
En el primer episodio de la segunda temporada de la serie televisiva Cobra Kai, el personaje de John Kreese dice haber participado en la detención de Noriega.
En la serie animada Los Simpson, en un capítulo Bart juega un videojuego llamado "Panamaian Strongman", donde aparece una parodia de Noriega siendo pateado por George Bush.